# 所向披靡
所向披靡（日语：アンライバルド），是日本純種競賽馬匹。生涯活躍於中距離賽事，曾於2009年勝出皋月賞。

## 出賽前
2006年4月13日出生於北海道安平町北部牧場，成長途中於一口馬主俱樂部Sunday Racing Co. Ltd.進行馬主募集。
其後交由栗東訓練中心練馬師友道康夫訓練。

## 競賽生涯

### 2歲
2008年10月26日出戰京都競馬場2歲新馬，於岩田康誠策騎下成功於直路衝出並加速，最終以1 1/4馬位優勢奪得首勝利。順帶一提，本次2歲新馬戰季軍爲來年之兩冠雌馬迷人景致、殿軍Three Rolls則爲來年菊花賞馬、亞軍帝王加冕則於日後勝出如月賞及讀賣盃等分級賽、第五名A Shin Beatlon則勝出2014年的夏季冠軍賽。參與此2歲新馬戰的賽駒均悉數於其後突破未勝利戰級別，更有五匹分級賽優勝賽駒，而分級賽優勝的賽駒中亦包含三匹一級賽冠軍，對於新馬戰而言極爲罕見，因而被稱爲「傳說的新馬戰」。
其後出戰公開賽京都兩歲錦標，由於岩田康誠此前落馬受傷，因而改由川田將雅代打策騎。比賽開始後，其於先頭位置推進，但通過第一彎道後減速墮後，進入直路後再度加速但仍然以第三落敗。

### 3歲
2009年1月24日出戰公開賽若駒錦標作爲年度首戰，於其中成功跑出凌厲的末腳以3 1/2馬位優勢取得勝利。
3月22日出戰春季錦標，賽前以2.3倍獨贏賠率成爲第一人氣。比賽開始後，其於中團位置等待時機，進入直路後開始加速逐步蠶食前方，最終超越率先衝出的赤劍以1/2馬位取得首個分級賽勝利。
4月19日出戰皋月賞，賽前落後新馬戰時的手下敗將帝皇加冕及同父馬宇宙無極獲得第三人氣。比賽開始後，由於其處於第16檔較外檔位置，因而未積極爭搶位置之下於中團位置追走。通過第三彎道時其開始逐步發力，並以先頭部隊的姿態進入最後直路。進入直路後，其繼續以領先的姿態於前方衝刺，此時由於其餘兩匹強敵紛紛失速，處於中團的凱旋曲及奇幻星雲乘機加速挑戰所向披靡的領先位置。然而所向披靡此次展現其強大的加速力及體力，繼續於直路上疾走並跑出全場最快末腳，最終成功拋離兩駒1 1/2馬位取得首個一級賽冠軍並達成父子制霸。
5月31日出戰東京優駿（日本打吡），然而於比賽途中受到天雨及大爛地的影響，其於直路上始終無法發揮自身的加速力，最終以第十二大敗。
9月27日以神戶新聞盃爲秋季首戰，但於其中未能於直路上進一步加速，只可以以均速的形式推進，最終以第四完賽。
其後出戰菊花賞，開閘後受到跌撞影響處於後方，但隨即調整並加速進佔先行位置。然而由於比賽初段搶佔位置時候浪費過多體力，導致其進入直路後體力不支失速沉底，最終以第十五大敗。
完成菊花賞後其被安排至宮城縣山元町山元訓練中心放草，放草過後繼續調整並以有馬紀念爲目標。
12月27日出戰有馬紀念，原先陣營打算安排蘇銘倫代打策騎，但由於其被停賽之下最終決定由其父系新宇宙之主戰騎師杜滿萊執繮。然而比賽途中全程於中團位置等待時機，進入直路後對騎師杜滿萊的加速指示未有響應，最終失速之下以第十五大敗。
賽後陣營認爲其於比賽中失速的表現有異常成份，因而安排其進行詳細檢查，最終被醫療團隊確認其左前腳患有肌腱炎，因而決定爲其施行幹細胞移植手術並進入休養，最終跳過整個4歲生涯。

### 5歲
2011年5月28日於金鯱賞復出，最終跑出第五入板的成績。
夏季放草並備戰9月的產經賞時被發現左前腳之肌腱炎復發，陣營商討後決定安排其退役，於8月18日取消於日本中央競馬會的賽駒註冊。

### 詳細賽績
| 日期       | 舉辦國家 | 馬場 | 距離   | 級別  | 賽事名稱     | 負重 | 騎師     | 馬號 | 出馬 | 名次 | 時間   | 頭馬（二馬）       |
| ---------- | -------- | ---- | ------ | ----- | ------------ | ---- | -------- | ---- | ---- | ---- | ------ | ------------------ |
| 26/10/2008 | 日本     | 京都 | 草1800 |       | 2歲新馬      | 55   | 岩田康誠 | 11   | 11   | 1    | 1:51.7 | （帝王加冕）       |
| 29/11/2008 | 日本     | 京都 | 草2000 | OP    | 京都兩歲錦標 | 55   | 川田將雅 | 2    | 9    | 3    | 2:02.4 | Executive          |
| 24/1/2009  | 日本     | 京都 | 草2200 | OP    | 若駒錦標     | 56   | 岩田康誠 | 2    | 10   | 1    | 2:02.2 | （Meisho Dontaku） |
| 22/3/2009  | 日本     | 中山 | 草1800 | JpnII | 春季錦標     | 56   | 岩田康誠 | 12   | 16   | 1    | 1:50.8 | （赤劍）           |
| 19/4/2009  | 日本     | 中山 | 草2000 | JpnI  | 皋月賞       | 57   | 岩田康誠 | 16   | 18   | 1    | 1:58.7 | （凱旋曲）         |
| 31/5/2009  | 日本     | 東京 | 草2400 | JpnI  | 東京優駿     | 57   | 岩田康誠 | 18   | 18   | 12   | 2:36.0 | 宇宙無極           |
| 27/9/2009  | 日本     | 阪神 | 草2400 | JpnII | 神戶新聞盃   | 56   | 岩田康誠 | 5    | 14   | 4    | 2:24.9 | 至尊無上           |
| 25/10/2009 | 日本     | 京都 | 草3000 | JpnI  | 菊花賞       | 57   | 岩田康誠 | 5    | 18   | 15   | 3:06.2 | Three Rolls        |
| 27/12/2009 | 日本     | 中山 | 草2500 | GI    | 有馬紀念     | 55   | 杜滿萊   | 1    | 16   | 15   | 2:36.8 | 夢之旅             |
| 28/5/2011  | 日本     | 京都 | 草2000 | GII   | 金鯱賞       | 58   | 彭利力   | 12   | 16   | 5    | 2:03.6 | 統治地位           |

## 退役後
退役後，所向披靡成爲了配種馬，於北海道日高町育馬者Stallion Station休養，在2012年進行配種。首批子嗣於2013年出生。首批子嗣可於2015年出賽，6月13日經已有賽駒於中央的新馬戰取勝。2016年3月19日，Tosho Drafter在獵鷹錦標取勝，成爲首匹在分級賽取勝的子嗣。
2018年被轉移至北海道浦河町East Stud，於2020年返回育馬者Stallion Station。
2025年5月9日，其如清洗身體途中因濕滑環境跌倒，經過獸醫檢查後確認為右後腳骨折，判斷預後不良下被施以安樂死，享年19歲。

### 主要子嗣

#### 分級賽優勝子嗣
- Tosho Drafter（獵鷹錦標）

## 血統簡介
父系新宇宙爲日本賽駒，生涯戰績優秀，曾於2003年奪得皋月賞及日本打吡冠軍，退役後配種成績亦不俗。祖父週日寧靜是美國三冠賽雙冠馬，退役後在日本配種，在日本馬壇相當成功，贏得多項分級賽事，其子嗣贏得巨額獎金。
母系Ballet Queen爲愛爾蘭馬匹，生涯無出賽紀錄。祖父鞍井匠爲美國生產的英國賽駒，生涯戰績優勢，曾勝出愛爾蘭二千堅尼及日蝕大賽等賽事，配種成績亦極爲優秀，爲當時著名種馬之一。

### 血統表
| 父線：週日寧靜系（Halo系）                        |                             |                |                 |
| 種馬 新宇宙 2000年（棗色）                        | 週日寧靜 1986年（棕色）     | Halo           | Hail to Reason  |
| 種馬 新宇宙 2000年（棗色）                        | 週日寧靜 1986年（棕色）     | Halo           | Cosmah          |
| 種馬 新宇宙 2000年（棗色）                        | 週日寧靜 1986年（棕色）     | Wishing Well   | Understanding   |
| 種馬 新宇宙 2000年（棗色）                        | 週日寧靜 1986年（棕色）     | Wishing Well   | Mountain Flower |
| 種馬 新宇宙 2000年（棗色）                        | Pointed Path 1984年（栗色） | 基斯           | Sharpen Up      |
| 種馬 新宇宙 2000年（棗色）                        | Pointed Path 1984年（栗色） | 基斯           | Doubly Sure     |
| 種馬 新宇宙 2000年（棗色）                        | Pointed Path 1984年（栗色） | Silken Way     | Shantung        |
| 種馬 新宇宙 2000年（棗色）                        | Pointed Path 1984年（栗色） | Silken Way     | Boulevard       |
| 繁殖雌馬 Ballet Queen 1988年（棗色）              | 鞍匠井 1981年（棗色）       | 北地舞人       | Nearctic        |
| 繁殖雌馬 Ballet Queen 1988年（棗色）              | 鞍匠井 1981年（棗色）       | 北地舞人       | Natalma         |
| 繁殖雌馬 Ballet Queen 1988年（棗色）              | 鞍匠井 1981年（棗色）       | Fairy Bridge   | Bold Reason     |
| 繁殖雌馬 Ballet Queen 1988年（棗色）              | 鞍匠井 1981年（棗色）       | Fairy Bridge   | Special         |
| 繁殖雌馬 Ballet Queen 1988年（棗色）              | Sun Princess 1980年（棗色） | English Prince | Petingo         |
| 繁殖雌馬 Ballet Queen 1988年（棗色）              | Sun Princess 1980年（棗色） | English Prince | English Miss    |
| 繁殖雌馬 Ballet Queen 1988年（棗色）              | Sun Princess 1980年（棗色） | Sunny Valley   | Val de Loir     |
| 繁殖雌馬 Ballet Queen 1988年（棗色）              | Sun Princess 1980年（棗色） | Sunny Valley   | Sunland         |
| 雌系：Ballet Queen系（號族：1-l）                 |                             |                |                 |
| 五代內近親交配：Hail to Reason 4×5、Almahmoud 5×5 |                             |                |                 |

## 命名由來
名字Unrivaled（アンライバルド）於英語中，有「無人能敵」之意思，香港取其意，以「所向披靡」作為翻譯。

## 外部連結
- 所向披靡 netkeiba.com （页面存档备份，存于）
- 血統表 （页面存档备份，存于）